# Rua do Alecrim
Die Rua do Alecrim (deutsch: Rosmarinstraße) ist eine Straße im Zentrum der portugiesischen Hauptstadt Lissabon. Sie ist die zentrale Verbindung vom Cais do Sodré am Ufer des Tejo hinauf in das Bairro Alto. Sie beginnt an der Praça Duque de Terceira und mündet in die Praça Luís de Camões in der Stadtgemeinde Misericórdia.

## Geschichte
Ursprünglich trug der Straßenzug den Namen Rua do Conde oder Rua Direita do Conde. Seit 1693 ist sein heutiger Name nachgewiesen. Er war bereits in vorpombalinischer Zeit eine wichtige Verbindung zwischen dem Tejoufer und der Oberstadt. Die heutige nach dem Erdbeben von 1755 angelegte Straßenführung folgt zu etwa zwei Dritteln der historischen Rua do Conde. Vor dem Erdbeben endete die Straße an der Rua da Cordoaria Nova und war im Norden durch den Palácio do Marquês de Valência begrenzt, der 1729 niederbrannte. Auf dessen Ruinen ließ der Kaufmann Joaquim Pedro Quintela (1748–1817) den Palácio Quintela errichten und an Stelle der gegenüberliegenden Hütten den Largo do Barão de Quintela anlegen. In dem Palast ist heute eine Schule für Design untergebracht. Westlich des Palastes befand sich die Ermida de Nossa Senhora do Alecrim, die der Straße ihren Namen gab. 
Im August 1842 erhielt die Straße entlang der alten Stadtmauer Muralha Fernandina erstmals eine Asphaltierung.